# فرط نشاط الطحال
فرط نشاط الطحال هو اضطراب وظيفي في الطحال يتميز بزيادة مرضية في نشاط وظائف معينة. هذا بشكل عام هو عزل أو تدمير متزايد لعناصر الدم المكونة (خلايا الدم البيضاء وخلايا الدم الحمراء والصفائح الدموية) والتي يمكن أن تسبب قلة الكريات البيض.
ينتج عن فرط نشاط الطحال عن تراكم عناصر الدم المتكونة في الطحال أو زيادة تدميرها تحت تأثير الأجسام المضادة.
لا يجب الخلط بين فرط نشاط الطحال وتضخم الطحال (تضخم الطحال). يمكن أن يحدث فرط نشاط الطحال وتضخم الطحال بشكل مستقل، ولكن عادة ما يرتبط فرط نشاط الطحال بتضخم الطحال (على الرغم من أن العكس ليس صحيحًا). وفي الواقع ، يمكن أن ينتج هذان الشرطان عن نفس الآلية المرضية الرئيسة ، على سبيل المثال تليف الكبد
قد يكون شذوذ تعداد الدم المرتبط بفرط نشاط الطحال ناتجا إما عن قلة الكريات الحبيسة أو عن تمييع الدم (فقر الدم الكاذب).
بشكل عام ، ترتبط قلة العدلات ونقص الصفيحات بالعزل ويرتبط فقر الدم بتخفيف الدم.

## الفيزيولوجيا المرضية
عادة ما يتجلى فرط عمل الطحال من خلال:
تضخم الطحال.
انخفاض في تركيز خلايا الدم (خلايا الدم الحمراء ، الصفائح الدموية ، الكريات البيض).
زيادة في عدد خلايا الدم غير الناضجة.
تضخم نخاع العظم المكون للدم للتعويض عن تدمير الطحال.
يمكن أن يؤدي تضخم الطحال بشكل كبير إلى الشعور بالألم أو إعاقة الأعضاء المجاورة عن طريق الضغط الموضعي.

## المسببات
يمكن أن ينتج فرط نشاط الطحال عن الاضطرابات التالية:
ارتفاع ضغط الدم البابي الذي قد يكون ناجمًا عن تليف الكبد أو الوريد البابي أو الطحال أو ضغط الوريد فوق الكبد أو الخثار (متلازمة بود كياري) ، قصور القلب الأيمن ، إلخ.
متلازمات التكاثر النقوي: ابيضاض الدم النخاعي المزمن ، تضخم الطحال النخاعي المزمن ، كثرة الحمر الحقيقية ، كثرة الصفيحات الأساسية ، ابيضاض الدم النخاعي المزمن ...
متلازمات التكاثر اللمفاوي: سرطان الغدد الليمفاوية (مرض هودجكين أو ليمفوما اللاهودجكين) ، وسرطان الدم الليمفاوي المزمن ، وسرطان الدم مشعر الخلايا ، وسرطان الدم الحاد ، وما إلى ذلك.
الالتهابات البكتيرية: التهاب الشغاف الجرثومي تحت الحاد ، السل الدخني ، الحمى المالطية ، الزهري ، خراجات الطحال ، إلخ.
الالتهابات الفيروسية: عدد كريات الدم البيضاء المعدية ، الإيدز ، التهاب الكبد الفيروسي ، إلخ.
الالتهابات الطفيلية: داء الليشمانيات الحشوي ، داء البلهارسيات ، الملاريا ، إلخ.
يمكن أيضًا أن يرتبط فرط الطحال بما يلي:
اعتلال الهيموغلوبين مثل كثرة الكريات الحمر.
أمراض الحمل الزائد مثل مرض جوشر أو مرض نيمان بيك ...
أو حتى الساركويد ، الذئبة الحمامية الجهازية ، الحمى الراجعة الوراثية ، الداء النشواني ، الخراجات الطحالية ، فرفرية نقص الصفيحات المناعية ، النقائل ، متلازمة فيلي ، مرض ستيل ...